# Awirs

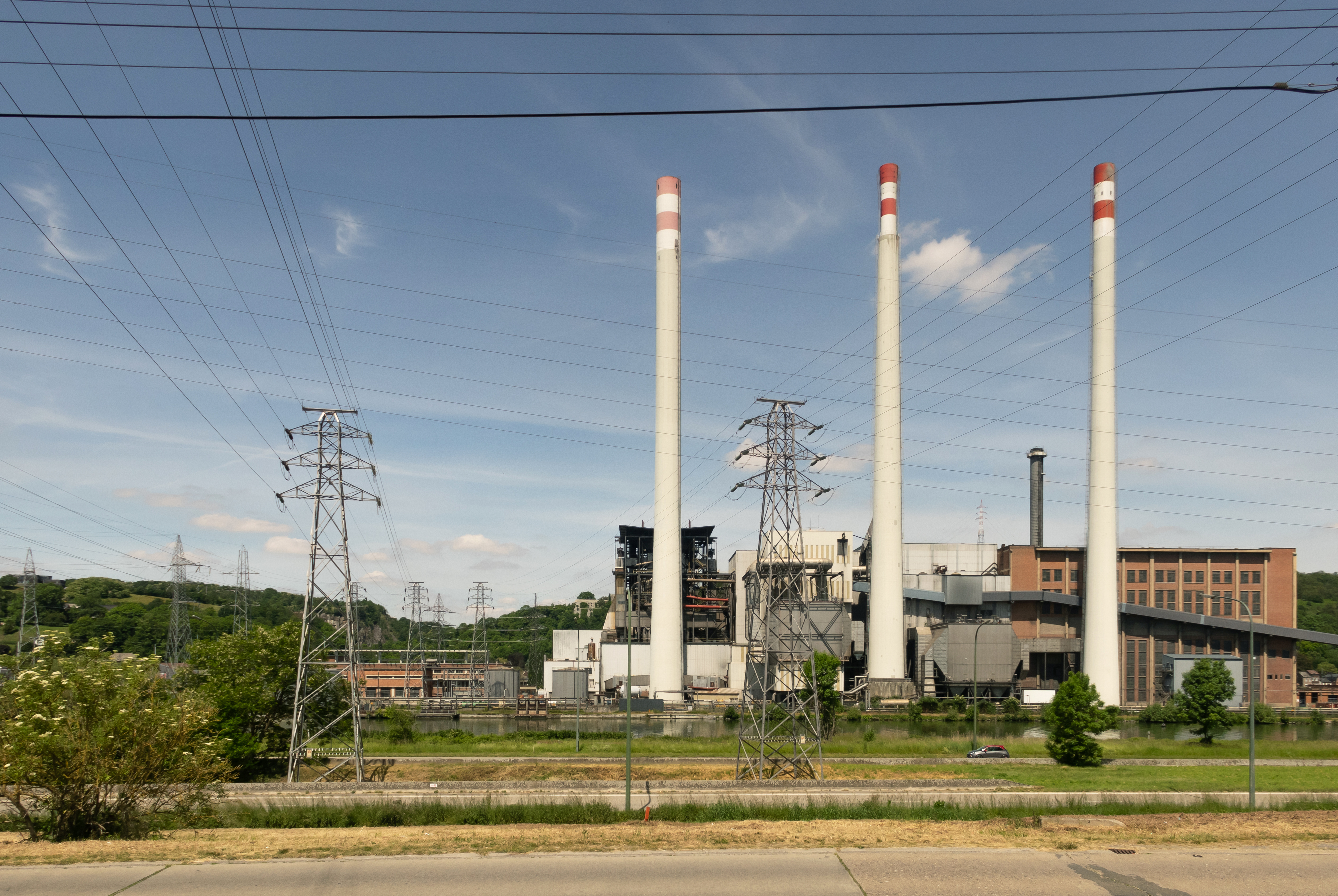
Alte Kohlekraftwerk (derzeit auf Biomasse)

Awirs (wallonisch: Les Awires) ist eine Ortschaft der Gemeinde Flémalle und befindet sich im Arrondissement Lüttich in der belgischen Provinz Lüttich.
Zwischen 1964 und 1977 war die ehemals selbständige Gemeinde Gleixhe Teil von Awirs.

## Sehenswürdigkeiten
Das Schloss Aigremont